# Franz Lemmermeyer

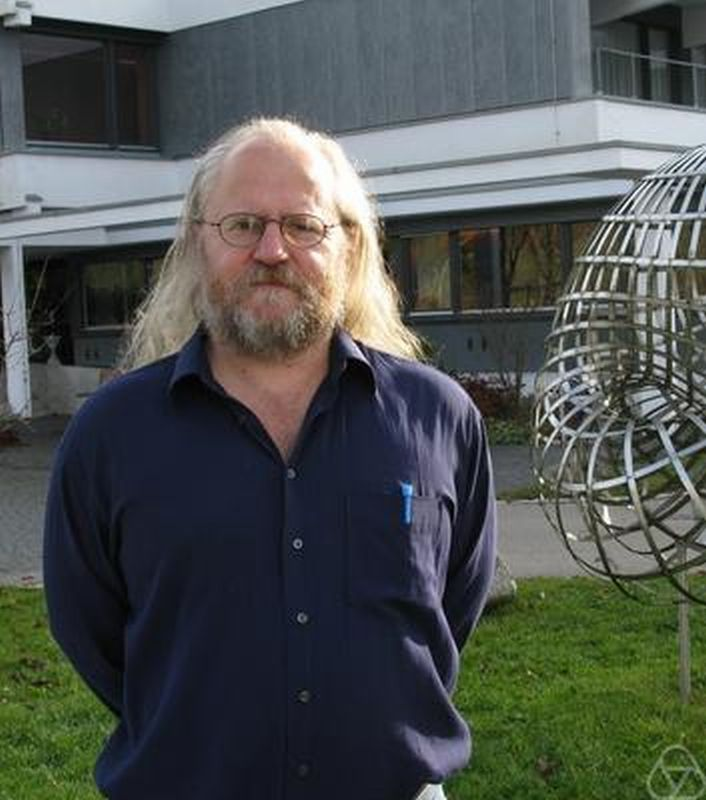
Lemmermeyer, Oberwolfach 2011

Franz Lemmermeyer (* 20. Februar 1962 in Zipplingen) ist ein deutscher Mathematiker, Mathematikhistoriker und Mathematiklehrer.

## Leben
Lemmermeyer wurde 1995 an der Ruprecht-Karls-Universität Heidelberg bei Peter Roquette promoviert (Die Konstruktion von Klassenkörpern). Er lehrte danach an der Universität Heidelberg, der Universität Saarbrücken und u. a. an der Bilkent-Universität in Ankara (Visiting Associate Professor). Seit 2007 ist er Mathematiklehrer an der Mädchenschule St. Gertrudis in Ellwangen.
Lemmermeyer beschäftigt sich vor allem mit Zahlentheorie elliptischer Kurven und algebraischer Zahlentheorie (Reziprozitätsgesetze, Klassenkörpertheorie, Zahlkörper mit euklidischem Algorithmus). Er schrieb ein Buch über die Geschichte von Reziprozitätsgesetzen in der Zahlentheorie, Reciprocity Laws. From Euler to Eisenstein (2000). Mit Peter Roquette war er an der Herausgabe des Briefwechsels von Helmut Hasse mit Emil Artin (mit Günther Frei) und Emmy Noether beteiligt. Weiterhin ist er mit Herbert Pieper Herausgeber einer Zahlentheorievorlesung von Carl Gustav Jacobi von 1836/37.
Franz Lemmermeyer ist auch Mitautor der Neuauflage der Algebra von Falko Lorenz. Im Rahmen von Eulers Opera Omnia gibt er mit Martin Mattmüller den Briefwechsel mit Christian Goldbach heraus.
Am 24. Mai 2016 wurde Franz Lemmermeyer von der Carl-Friedrich-Gauß-Fakultät der Technischen Universität Carolo-Wilhelmina in Braunschweig die Ehrendoktorwürde verliehen.

## Schriften
Als Autor:
- Reciprocity Laws. From Euler to Eisenstein. Springer, Berlin 2000, ISBN 3-540-66957-4 (englisch; Errata).
- Quadratische Zahlkörper. Ein Schnupperkurs. (PDF-Datei, 813 kB), Südwestdeutscher Verlag für Hochschulschriften, Saarbrücken 2011, ISBN 978-3-8381-2786-6 (1999 gehaltene Vorlesung).
- Mathematik à la Carte. Elementargeometrie an Quadratwurzeln mit einigen geschichtlichen Bemerkungen. Springer, 2015, ISBN 978-3-662-45269-1, doi:10.1007/978-3-662-45270-7.
- Mathematik à la Carte. Quadratische Gleichungen mit Schnitten von Kegeln. Springer, 2016, ISBN 978-3-662-50341-6, doi:10.1007/978-3-662-50341-6.
- Mathematik à la Carte – Babylonische Algebra. Springer, 2022, ISBN 978-3-662-66287-8, doi:10.1007/978-3-662-66287-8.
- 4000 Jahre Zahlentheorie. Geschichte – Kulturen – Menschen. Springer, 2023, ISBN 978-3-662-68109-1

Als Herausgeber:
- mit Peter Roquette: Helmut Hasse und Emmy Noether: Die Korrespondenz 1925–1935. Universitätsverlag Göttingen, Göttingen 2006, ISBN 3-938616-35-0.
- mit Herbert Pieper: Vorlesungen über Zahlentheorie. Carl Gustav Jacob Jacobi. Wintersemester 1836/37, Königsberg. Dr. Erwin Rauner, Augsburg 2007, ISBN 978-3-936905-25-0.

## Verweise
1. ↑  Franz Lemmermeyer. In: Mathematics Genealogy Project. North Dakota State University, abgerufen am 5. Juli 2023.
2. ↑  Franz Lemmermeyer. Homepage an der Universität Heidelberg.
3. ↑  Er schrieb auch über die analoge, aber einfachere Zahlentheorie bei Kegelschnitten, siehe Franz Lemmermeyer: Kreise und Quadrate modulo p. (PDF-Datei, 291 kB; 26. September 1999). In: Mathematische Semesterberichte. Bd. 47, H. 1 (Juni 2000), S. 51–73, doi:10.1007/s005910070011.
4. ↑  St. Gertrudis: Die Verleihung der Ehrendoktorwürde an Herrn Dr. Franz Lemmermeyer. In: St.Gertrudis-ell.de. Archiviert vom Original; abgerufen am 20. Juni 2016.

| Personendaten    | Personendaten                                                     |
| ---------------- | ----------------------------------------------------------------- |
| NAME             | Lemmermeyer, Franz                                                |
| KURZBESCHREIBUNG | deutscher Mathematiker, Mathematikhistoriker und Mathematiklehrer |
| GEBURTSDATUM     | 20. Februar 1962                                                  |
| GEBURTSORT       | Zipplingen                                                        |